# 内郷駅
内郷駅（うちごうえき）は、福島県いわき市内郷綴町榎下（つづらまちえのきした）にある、東日本旅客鉄道（JR東日本）常磐線の駅である。

## 歴史
- 1897年（明治30年）
  - 2月25日：日本鉄道の綴駅（つづらえき）として開業[2]。
  - 11月10日：常磐炭鉱専用鉄道高倉線が開業。
- 1899年（明治32年）11月30日：磐城炭鉱専用鉄道内郷線が開業。
- 1906年（明治39年）11月1日：日本鉄道が国有化され、官設鉄道の所属となる[2]。
- 1908年（明治41年）5月22日：好間炭鉱専用鉄道好間線が開業。
- 1909年（明治42年）
  - 三星炭鉱専用鉄道が開業（綴坑線）。
  - 10月12日：線路名称の制定により、常磐線の所属となる。
- 1922年（大正11年）12月：磐城炭鉱専用電気軌道が開業。
- 1949年（昭和24年）6月1日：日本国有鉄道が発足。
- 1956年（昭和31年）12月20日：内郷駅に改称[2]。
- 1958年（昭和33年）12月28日：常磐炭鉱専用電気軌道が廃止。
- 1961年（昭和36年）11月9日：常磐炭鉱専用鉄道高倉線が廃止。
- 1972年（昭和47年）
  - 6月24日：常磐炭鉱専用鉄道内郷線が廃止。
  - 9月30日：好間炭鉱専用鉄道好間線が廃止。
  - 11月1日：常磐炭鉱専用鉄道綴坑線が廃止。
- 1987年（昭和62年）4月1日：国鉄分割民営化により、JR東日本の駅となる[2]。
- 2009年（平成21年）3月14日：東京近郊区間の拡大に伴い、ICカード「Suica」の利用が可能となる[報道 1]。
- 2014年（平成26年）11月：新駅舎の工事が着工[新聞 1]。
- 2015年（平成27年）
  - 2月21日：新駅舎の一部を供用開始[報道 2]。
  - 3月29日：新駅舎の全面供用を開始[新聞 2]。
- 2018年（平成30年）3月16日：みどりの窓口の営業を終了[4]。

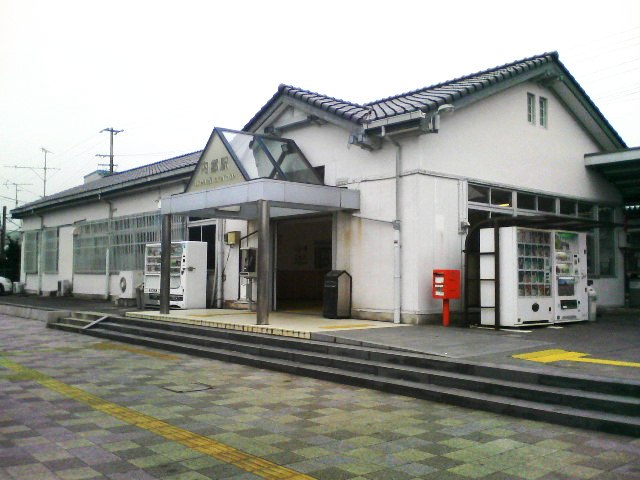
旧駅舎（2006年9月）

## 駅構造
相対式ホーム2面2線を有する地上駅になっている。互いのホームは跨線橋で連絡している。
2015年（平成27年）2月21日から供用開始されや新駅舎は、木造平屋建て建築面積84平方メートル、延べ床面積68.7平方メートル、うち待合スペースが23.4平方メートルある。国宝の白水阿弥陀堂や常磐炭鉱の選鉱場跡などが近くにあることから、駅前広場側に炭鉱の産業遺構を連想させる石造りを模した壁を設置し、壁と駅舎の間に「こみち」のような空間を設けて、地域の歴史と遺構に思いを巡らせ地域の一部として親しまれる駅舎を狙ったものとなっている。
JR東日本ステーションサービスが駅業務を受託するいわき統括センター（いわき駅）管理の業務委託駅で、自動券売機と簡易Suica改札機が設置されている。2018年（平成30年）3月まではみどりの窓口の営業を行っていた。

### のりば
| 番線 | 路線    | 方向 | 行先                     |
| ---- | ------- | ---- | ------------------------ |
| 1    | ■常磐線 | 上り | 日立・水戸・上野方面     |
| 2    | ■常磐線 | 下り | いわき・原ノ町・仙台方面 |

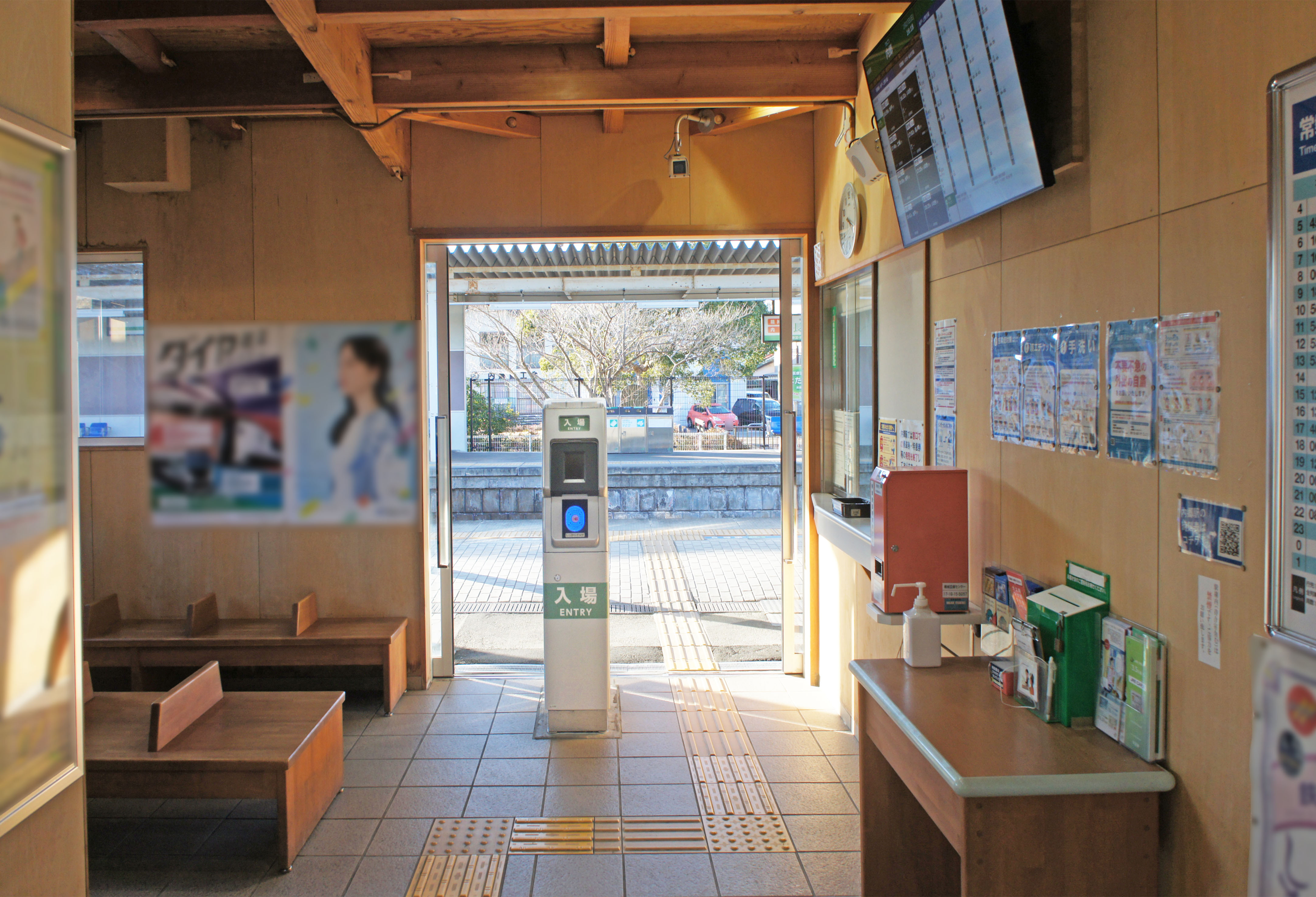
改札口（2022年2月）
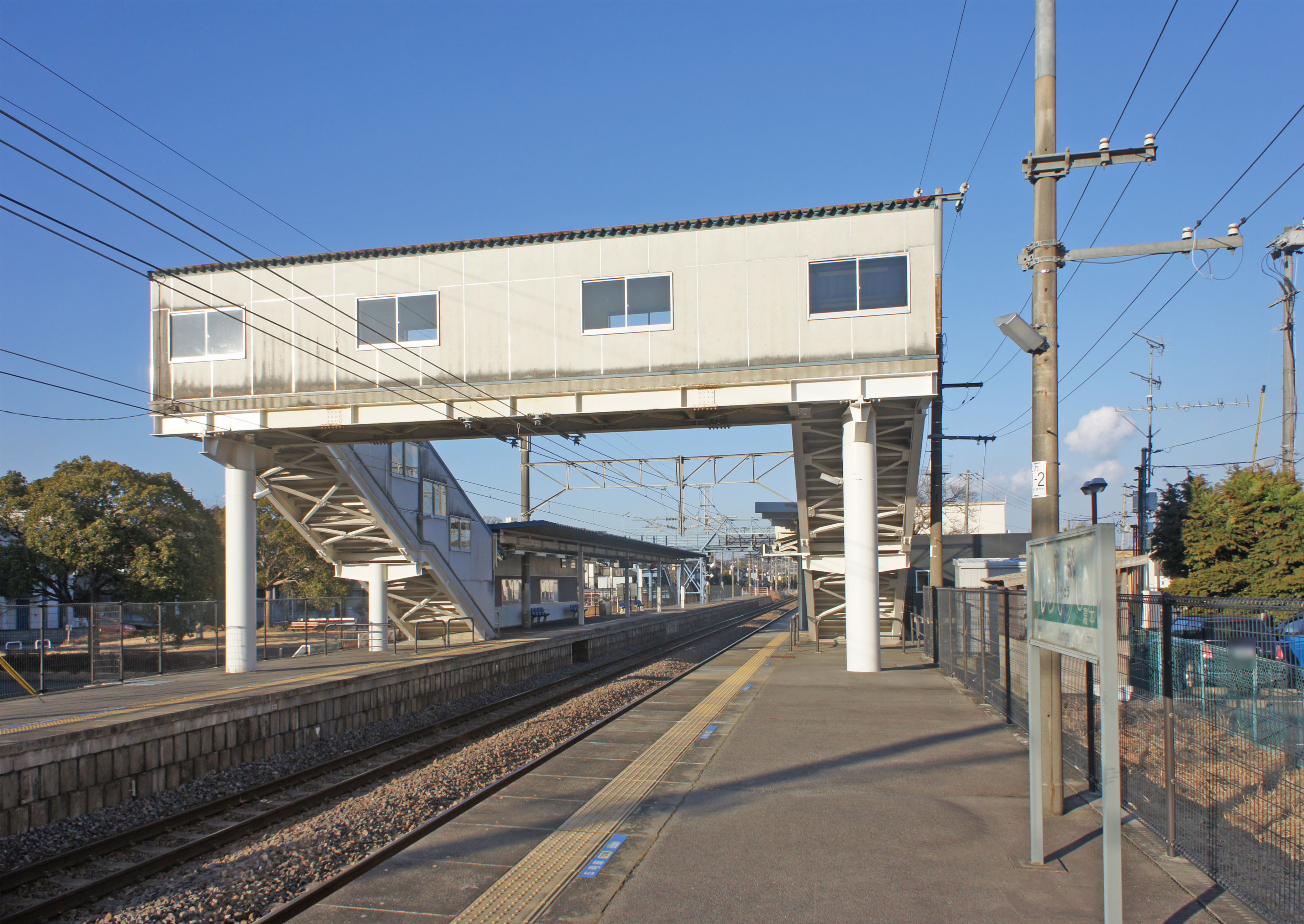
ホーム（2022年2月）

## 利用状況
JR東日本によると、2023年度（令和5年度）の1日平均乗車人員は891人である。
2000年度（平成12年度）以降の推移は以下のとおりである。
| 1日平均乗車人員推移 | 1日平均乗車人員推移 | 1日平均乗車人員推移 | 1日平均乗車人員推移 | 1日平均乗車人員推移 |
| 年度                | 定期外              | 定期                | 合計                | 出典                |
| ------------------- | ------------------- | ------------------- | ------------------- | ------------------- |
| 2000年（平成12年）  |                     |                     | 1,715               | [ 利用客数 2 ]      |
| 2001年（平成13年）  |                     |                     | 1,599               | [ 利用客数 3 ]      |
| 2002年（平成14年）  |                     |                     | 1,498               | [ 利用客数 4 ]      |
| 2003年（平成15年）  |                     |                     | 1,453               | [ 利用客数 5 ]      |
| 2004年（平成16年）  |                     |                     | 1,262               | [ 利用客数 6 ]      |
| 2005年（平成17年）  |                     |                     | 1,262               | [ 利用客数 7 ]      |
| 2006年（平成18年）  |                     |                     | 1,264               | [ 利用客数 8 ]      |
| 2007年（平成19年）  |                     |                     | 1,260               | [ 利用客数 9 ]      |
| 2008年（平成20年）  |                     |                     | 1,231               | [ 利用客数 10 ]     |
| 2009年（平成21年）  |                     |                     | 1,197               | [ 利用客数 11 ]     |
| 2010年（平成22年）  |                     |                     | 1,097               | [ 利用客数 12 ]     |
| 2011年（平成23年）  |                     |                     | 1,045               | [ 利用客数 13 ]     |
| 2012年（平成24年）  | 271                 | 858                 | 1,130               | [ 利用客数 14 ]     |
| 2013年（平成25年）  | 272                 | 884                 | 1,157               | [ 利用客数 15 ]     |
| 2014年（平成26年）  | 276                 | 813                 | 1,090               | [ 利用客数 16 ]     |
| 2015年（平成27年）  | 281                 | 859                 | 1,141               | [ 利用客数 17 ]     |
| 2016年（平成28年）  | 269                 | 825                 | 1,094               | [ 利用客数 18 ]     |
| 2017年（平成29年）  | 265                 | 801                 | 1,066               | [ 利用客数 19 ]     |
| 2018年（平成30年）  | 246                 | 771                 | 1,017               | [ 利用客数 20 ]     |
| 2019年（令和元年）  | 242                 | 738                 | 980                 | [ 利用客数 21 ]     |
| 2020年（令和02年）  | 171                 | 668                 | 840                 | [ 利用客数 22 ]     |
| 2021年（令和03年）  | 163                 | 649                 | 813                 | [ 利用客数 23 ]     |
| 2022年（令和04年）  | 183                 | 655                 | 838                 | [ 利用客数 24 ]     |
| 2023年（令和05年）  | 201                 | 690                 | 891                 | [ 利用客数 1 ]      |

## 駅周辺
- いわき中央警察署内郷交番
- いわき市消防本部内郷消防署
- いわき市役所内郷支所
- 福島県立いわき総合高等学校
- 内郷郵便局
- 水ノ出簡易郵便局
- 福島労災病院

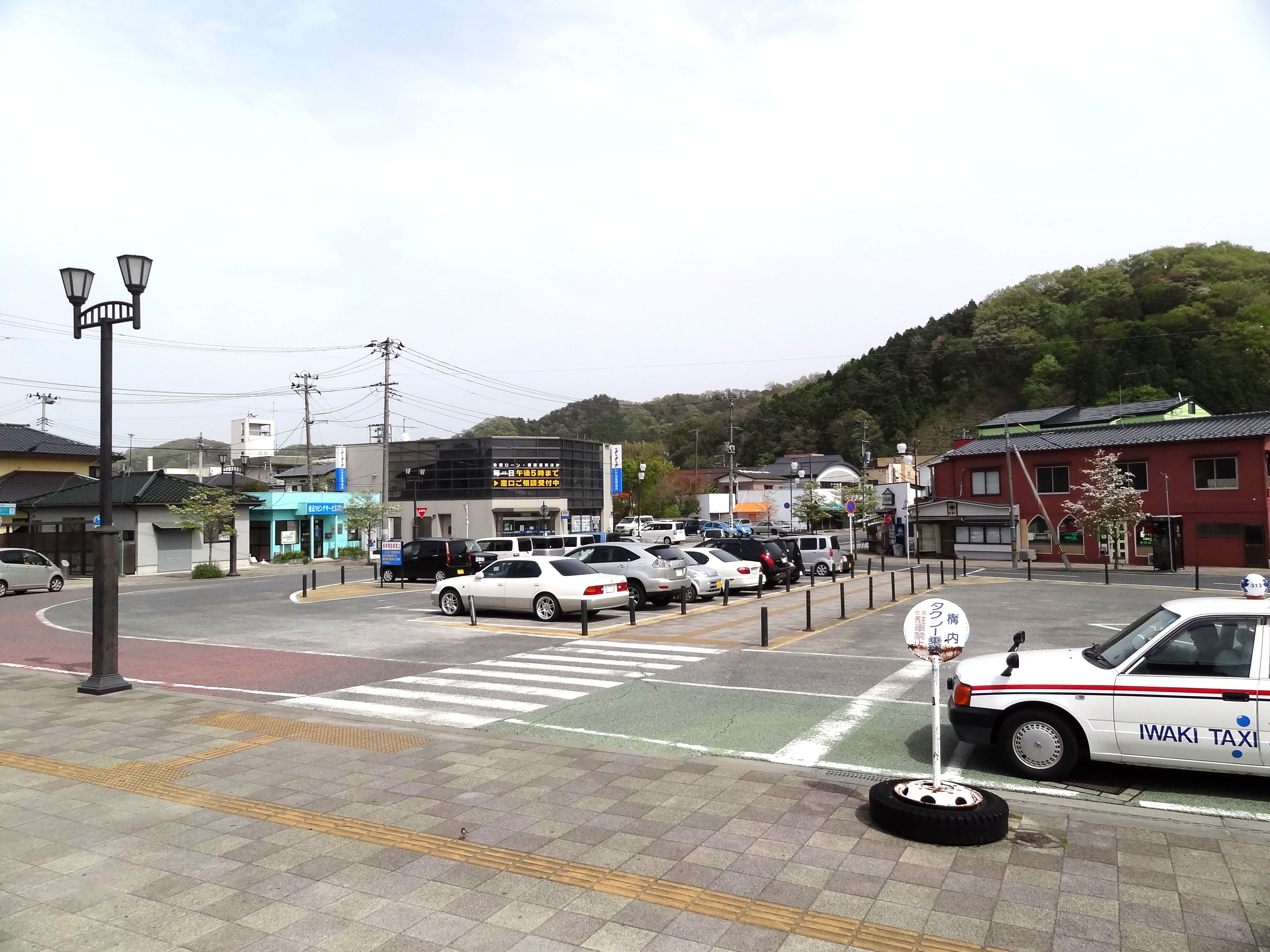
駅前（2011年5月）

- 福島県道20号いわき上三坂小野線（旧国道6号）
- 福島県道66号小名浜小野線

### バス路線
駅から200メートルほど離れた県道20号線上に「内郷駅入口」停留所があり、新常磐交通（いわき中央営業所）が運行する路線バスが発着する。また、スパリゾートハワイアンズの無料送迎バスの一部が駅前から発着する。

## その他
- いわき市成立前は、旧・内郷市の代表駅だった。
- 当駅 - いわき駅間にいわき貨物駅があったが、1985年（昭和60年）3月14日に信号場になり、1998年ごろに廃止された。同駅に併設されていた内郷機関区は1985年（昭和60年）3月14日に廃止された。
- 駅前広場において毎夏「いわき回転やぐら盆踊り大会」が開催されている[8]。

## 隣の駅
東日本旅客鉄道（JR東日本）
■常磐線
湯本駅 - 内郷駅 - いわき駅

### 記事本文

#### 報道発表資料
1. ↑  『Suicaをご利用いただけるエリアが広がります。』（PDF）（プレスリリース）東日本旅客鉄道、2008年12月22日。オリジナルの2020年5月24日時点におけるアーカイブ。2020年5月25日閲覧。
2. ↑  『常磐線内郷駅新駅舎の供用開始について』（PDF）（プレスリリース）東日本旅客鉄道水戸支社、2015年1月16日。オリジナルの2015年2月18日時点におけるアーカイブ。2018年3月7日閲覧。

#### 新聞記事
1. 1 2  交通新聞2015年1月22日
2. ↑  「湯本駅の全面改築完了 ホームに足湯」『福島民報』福島民報社、2015年3月30日。オリジナルの2015年4月25日時点におけるアーカイブ。2021年3月20日閲覧。

### 利用状況
1. 1 2  “各駅の乗車人員（2023年度）”.   東日本旅客鉄道. 2024年7月21日閲覧。
2. ↑  “各駅の乗車人員（2000年度）”.   東日本旅客鉄道. 2019年3月5日閲覧。
3. ↑  “各駅の乗車人員（2001年度）”.   東日本旅客鉄道. 2019年3月5日閲覧。
4. ↑  “各駅の乗車人員（2002年度）”.   東日本旅客鉄道. 2019年3月5日閲覧。
5. ↑  “各駅の乗車人員（2003年度）”.   東日本旅客鉄道. 2019年3月5日閲覧。
6. ↑  “各駅の乗車人員（2004年度）”.   東日本旅客鉄道. 2019年3月5日閲覧。
7. ↑  “各駅の乗車人員（2005年度）”.   東日本旅客鉄道. 2019年3月5日閲覧。
8. ↑  “各駅の乗車人員（2006年度）”.   東日本旅客鉄道. 2019年3月5日閲覧。
9. ↑  “各駅の乗車人員（2007年度）”.   東日本旅客鉄道. 2019年3月5日閲覧。
10. ↑  “各駅の乗車人員（2008年度）”.   東日本旅客鉄道. 2019年3月5日閲覧。
11. ↑  “各駅の乗車人員（2009年度）”.   東日本旅客鉄道. 2019年3月5日閲覧。
12. ↑  “各駅の乗車人員（2010年度）”.   東日本旅客鉄道. 2019年3月5日閲覧。
13. ↑  “各駅の乗車人員（2011年度）”.   東日本旅客鉄道. 2019年3月5日閲覧。
14. ↑  “各駅の乗車人員（2012年度）”.   東日本旅客鉄道. 2019年3月5日閲覧。
15. ↑  “各駅の乗車人員（2013年度）”.   東日本旅客鉄道. 2019年3月5日閲覧。
16. ↑  “各駅の乗車人員（2014年度）”.   東日本旅客鉄道. 2019年3月5日閲覧。
17. ↑  “各駅の乗車人員（2015年度）”.   東日本旅客鉄道. 2019年3月5日閲覧。
18. ↑  “各駅の乗車人員（2016年度）”.   東日本旅客鉄道. 2019年3月5日閲覧。
19. ↑  “各駅の乗車人員（2017年度）”.   東日本旅客鉄道. 2018年7月6日閲覧。
20. ↑  “各駅の乗車人員（2018年度）”.   東日本旅客鉄道. 2019年7月12日閲覧。
21. ↑  “各駅の乗車人員（2019年度）”.   東日本旅客鉄道. 2020年7月12日閲覧。
22. ↑  “各駅の乗車人員（2020年度）”.   東日本旅客鉄道. 2021年7月24日閲覧。
23. ↑  “各駅の乗車人員（2021年度）”.   東日本旅客鉄道. 2022年8月7日閲覧。
24. ↑  “各駅の乗車人員（2022年度）”.   東日本旅客鉄道. 2023年7月10日閲覧。